# José Gervacio Mercado
José Gervasio Mercado fue un político peruano. 
Fue miembro del Congreso Constituyente de 1860 por la provincia de Canchis entre julio y noviembre de 1860 durante el tercer gobierno de Ramón Castilla. Este congreso elaboró la Constitución de 1860, la séptima que rigió en el país y la que más tiempo ha estado vigente pues duró, con algunos intervalos, hasta 1920, es decir, sesenta años. Luego de expedida la constitución, el congreso se mantuvo como congreso ordinario hasta 1863.
En 1867 ocupaba el cargo de prefecto del Cusco.Ese mismo año llegó al Cusco el ingeniero sueco John W. Nystrom quien procuró la formación de una sociedad metalúrgica y minera en el Cusco para impulsar la industria siderúrgica. En su expedición e informes, se menciona a varios cusqueños que suscribieron acciones para la constitución de dicha empresa entre los que estaba Mercado. La empresa, sin embargo, no pudo concretarse ante la poca inversión realizada por los habitantes del Cusco.
Fue conocido por el impuesto denominado "título de propiedad" que estableció por bando el 17 de diciembre de 1867 siendo prefecto del Cusco y que obligaba a los indios al pago de un impuesto para evitar despojos a su propiedad. Este impuesto, considerado una forma de abuso a los indios, fue declarado nulo el 8 de mayo de 1869 mediante resolución suprema que ordenó someterlo a juicio.